# Akiva Goldsman
Akiva J. Goldsman (sinh ngày 7 tháng 7 năm 1962) là một nhà biên kịch điện ảnh và phim truyền hình, đạo diễn và nhà sản xuất người Mỹ. Anh đã nhận được Giải Oscar ở hạng mục Kịch bản chuyển thể xuất sắc nhất cho A Beautiful Mind, một bộ phim năm 2001 cũng được trao giải Oscar cho Phim hay nhất.
Goldsman tham gia thực hiện khá nhiều phim điện ảnh Hollywood. Danh sách các bộ phim anh thực hiện bao gồm Batman Forever và bộ phim tiếp nối, Batman & Robin, Thành phố chết và Cinderella Man. Năm 2006, Goldsman tái hợp tác với đạo diễn Ron Howard của A Beautiful Mind cho một dự án phim lớn chuyển thể từ một cuốn tiểu thuyết Mật mã Da Vinci của Dan Brown. Bộ phim này nhận được khá nhiều ý kiến hỗn tạp từ giới phê bình.

## Cuộc đời và sự nghiệp
Akiva Goldsman sinh ra vào ngày 7 tháng 7 năm 1962 tại Thành phố New York, là con trai của Tev Goldsman, một bác sĩ chuyên khoa, và Mira Rothenberg, một nhà tâm lý học thiếu nhi. Gia đình của anh đều là người Do Thái. Cả cha và mẹ anh đều tham gia mở một ngôi nhà tình thương cho những trẻ em mắc chứng rối loạn cảm xúc. Cả hai người đều rất bận rộn với công việc của họ, và Goldsman tiết lộ, "Khi tôi lên 10 hay 12, tôi nhận ra rằng họ đã đưa cha mẹ đi xa khỏi tôi. Tôi chả muốn làm gì với cái thế giới đó cả. Tôi muốn trở thành một nhà văn. Tôi có ước mơ một ngày tôi sẽ thấy tên tôi ở trên một cuốn sách." Năm 1983, Goldsman vào học tại Đại học Wesleyan ở Middletown, Connecticut. Sau khi tốt nghiệp, Goldsman học chuyên ngành viết lách sáng tạo tại Đại học New York và bắt đầu công việc viết kịch bản.
Năm 1994, anh viết một kịch bản mà sau này sẽ trở thành phim điện ảnh Silent Fall. Sau đó, đạo diễn Joel Schumacher thuê Goldsman làm nhà biên kịch cho The Client. Cuối những năm 1990, Akiva Goldsman tham gia viết kịch bản cho A Time to Kill và Batman & Robin, các kịch bản này đã khiến anh bị đề cử cho Giải Mâm xôi vàng. Goldsman sau đó cũng thừa nhận, "Tôi kiểu như đã lạc lối vậy. Tôi đã viết những thứ ngoài tầm hiểu biết của mình. Nó khá giống với việc một con mèo đuổi theo cái đuôi của nó." Goldsman thỉnh cầu đạo diễn Brian Grazer cho anh biên kịch cho bộ phim A Beautiful Mind và bất ngờ nhận được Giải Oscar cho kịch bản chuyển thể xuất sắc nhất. Ngôi sao của A Beautiful Mind, Russell Crowe, sau đó cũng mời Goldsman và đạo diễn Ron Howard thực hiện bộ phim Cinderella Man, với Goldsman thực hiện phần kịch bản.

### Cuộc sống riêng
Người vợ thứ hai của Goldsman, nhà sản xuất phim Rebecca Spikings-Goldsman, đã qua đời vì đau tim vào ngày 6 tháng 7 năm 2010, ở tuổi 42. Rebecca là con gái của nhà sản xuất Barry Spikings.

## Danh sách phim
| Năm       | Phim                                   | Vai trò                              | Ghi chú                                                 |
| --------- | -------------------------------------- | ------------------------------------ | ------------------------------------------------------- |
| 1994      | The Client                             | Biên kịch                            |                                                         |
| 1994      | Silent Fall                            | Biên kịch                            |                                                         |
| 1995      | Batman Forever                         | Biên kịch                            | Đồng biên kịch với Lee Batchler và Janet Scott Batchler |
| 1996      | A Time to Kill                         | Biên kịch                            |                                                         |
| 1997      | Batman & Robin                         | Biên kịch                            |                                                         |
| 1998      | Lost in Space                          | Sản xuất, biên kịch                  |                                                         |
| 1998      | Practical Magic                        | Biên kịch                            |                                                         |
| 1999      | Deep Blue Sea                          | Sản xuất                             |                                                         |
| 2001      | A Beautiful Mind                       | Biên kịch                            | Thắng Giải Oscar cho kịch bản chuyển thể xuất sắc nhất  |
| 2004      | Starsky & Hutch                        | Sản xuất                             |                                                         |
| 2004      | Mindhunters                            | Sản xuất                             |                                                         |
| 2004      | I, Robot                               | Biên kịch                            | Đồng biên kịch với Jeff Vintar                          |
| 2005      | Kẻ cứu rỗi nhân loại                   | Sản xuất                             |                                                         |
| 2005      | Cinderella Man                         | Biên kịch                            | Đồng biên kịch với Cliff Hollingsworth                  |
| 2005      | Ông bà Smith                           | Sản xuất                             |                                                         |
| 2006      | I'm Reed Fish                          | Sản xuất điều hành                   |                                                         |
| 2006      | Poseidon                               | Sản xuất                             |                                                         |
| 2006      | Mật mã Da Vinci                        | Biên kịch                            |                                                         |
| 2007      | The Cure                               | Sản xuất điều hành                   | Tập truyền hình đầu tiên                                |
| 2007      | Thành phố chết                         | Sản xuất, biên kịch                  |                                                         |
| 2008      | Hancock                                | Sản xuất                             |                                                         |
| 2009      | Thiên thần và ác quỷ                   | Biên kịch                            | Đồng biên kịch với David Koepp                          |
| 2009      | Kings                                  | Đạo diễn                             | Phim truyền hình, "The Sabbath Queen" (Mùa 1, tập 8)    |
| 2009–2013 | Fringe                                 | Cố vấn sản xuất, biên kịch, đạo diễn | Phim truyền hình                                        |
| 2010      | The Losers                             | Sản xuất                             |                                                         |
| 2010      | Trò chơi sòng phẳng                    | Sản xuất                             |                                                         |
| 2010      | Jonah Hex                              | Sản xuất                             |                                                         |
| 2010      | Paranormal Activity 2                  | Sản xuất điều hành                   |                                                         |
| 2011      | Paranormal Activity 3                  | Sản xuất điều hành                   |                                                         |
| 2012      | Paranormal Activity 4                  | Sản xuất điều hành                   |                                                         |
| 2013      | Sống sót                               | Sản xuất                             |                                                         |
| 2014      | Winter's Tale                          | Biên kịch, đạo diễn, sản xuất        | Phim điện ảnh đạo diễn đầu tay                          |
| 2015      | Những kẻ nổi loạn                      | Biên kịch                            |                                                         |
| 2015      | Rings                                  | Biên kịch                            |                                                         |
| 2015      | Stephanie                              |                                      |                                                         |
| 2016      | Knights of the Roundtable: King Arthur | Sản xuất                             |                                                         |
| TBA       | Titans                                 | Biên kịch tập đầu tiên               | Phim truyền hình hành động chuyển thể từ Teen Titans    |
| TBA       | The Janson Directive                   | Biên kịch                            |                                                         |